# Греко-буддизм

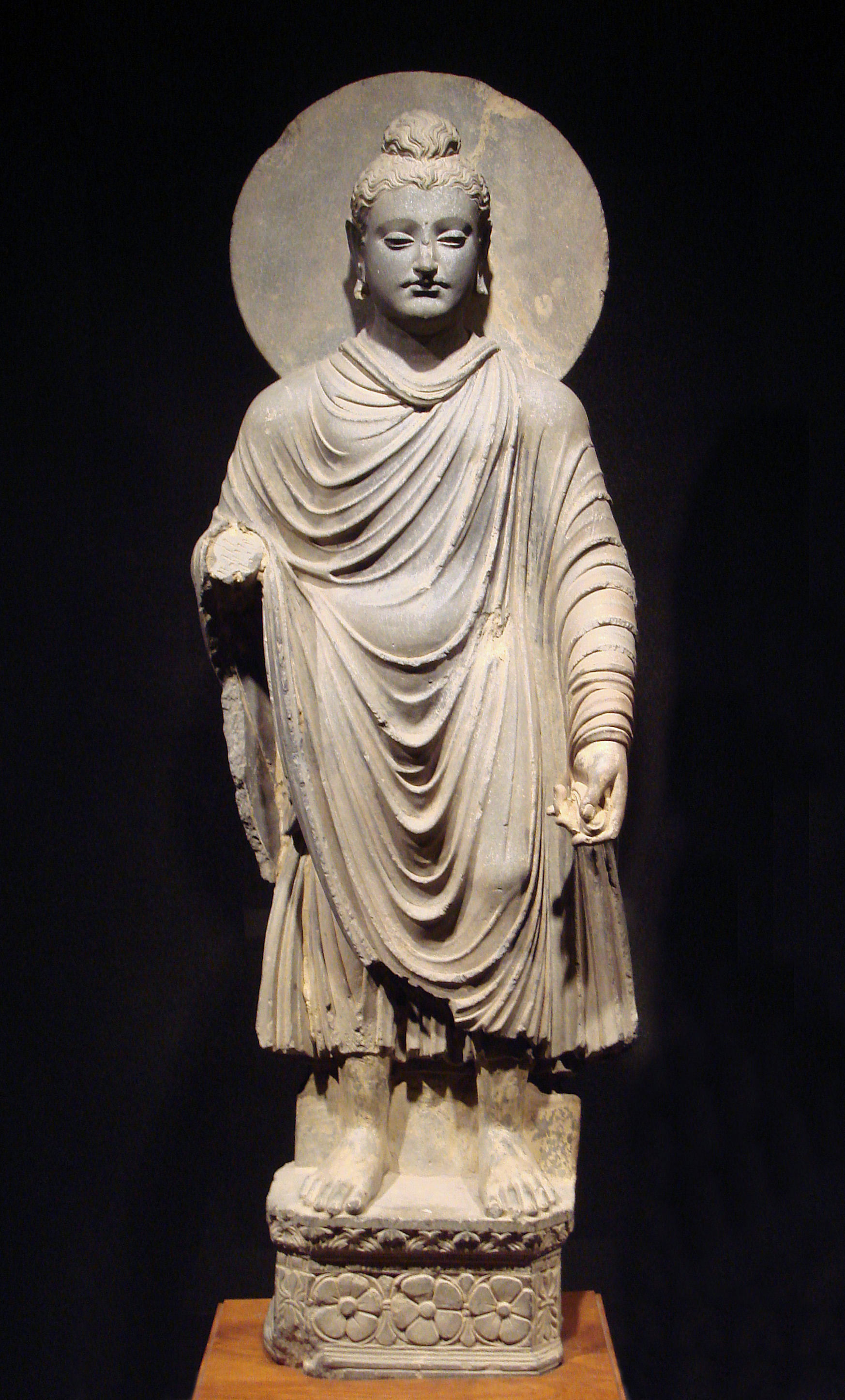
Будда в греко-буддистском стиле. Статуя изготовлена в Гандхаре на территории современного Пакистана в I—II веке н. э.

Греко-буддизм — вид культурно-религиозного синкретизма, смешение греческой культуры с религией буддизма. Греко-буддизм существовал и развивался с IV века до н. э. по V век н. э. в регионе, включающем современные Афганистан, Пакистан и северо-западную часть Индии (Джамму и Кашмир). Начиная с Александра Македонского, в регионе появилось сильное греческое влияние, которое закрепилось с образованием Греко-бактрийского и Индо-греческого царств. Расцвет и активное распространение греко-буддизма приходится на времена Кушанской империи. Греко-буддизм заметно влиял на развитие буддистского искусства, а частично и на само развитие буддистской мысли, особенно Махаяны, по крайней мере до того, как буддизм распространился в центральную и северо-восточную Азию: в Китай, Корею, Японию.

## История явления
Первые контакты между эллинистической культурой и буддизмом начались после завоевания Персидской империи Александром Македонским. Как известно, Александр пошёл дальше и завоевал обширные части центральной Азии в 329—327 гг. до н. э., а затем вторгся в Индию, пересёк реки Инд и Гидасп, войдя таким образом в прямой контакт с Индией — родиной буддизма.
Александр основал серию городов на новых территориях: в Согдиане, Бактрии, Хайберском проходе, Гандхаре, Пенджабе. Со временем греческое влияние распространилось вокруг этих центров. Эти регионы расположены в ключевой точке — естественном коридоре между горными массивами Гиндукуш и Гималаями, через который шёл интенсивный культурный обмен между Центральной Азией и Индией.
После смерти Александра в 323 году до н. э. его огромная империя была разделена между наследниками (диадохами), её восточная часть досталась Селевку, однако из-за постоянных войн между диадохами окраины империи Селевка постоянно восставали. В итоге, около 250 года до н. э. на восточных рубежах образовалось Греко-бактрийское царство, позже эволюционировавшее в Индо-греческое царство, которое в свою очередь было ассимилировано Кушанами приблизительно в I веке н. э., эти три царства и были ядром образования и развития греко-буддизма. С угасанием последнего в V веке н. э. после нашествия эфталитов и особенно во время экспансии ислама, история греко-буддизма также сходит на нет.

## Взаимопроникновение культур
Длительное присутствие греческой культуры в Центральной Азии и Индии привело не только к торговым и политическим контактам, но и к активному взаимопроникновению в культурной и религиозной сферах.

### Александр Македонский (331—325 гг. до н. э.)
Бактрия и Гандхара, вероятно, уже испытали некоторое влияние буддизма ко времени завоевания их Александром. По одной из легенд, записанных на языке пали (один из языков канона Тхеравады), два торговца Тапассу и Бхаллика, братья из Бактрии, отправились в путь, чтобы встретиться с Буддой и стать его учениками. Позже они вернулись в Бактрию и построили храмы в честь Будды.
Когда в 326 году до н. э. Александр решил вторгнуться в Индию, он захватил с собой несколько специально отобранных философов, включая Пиррона. После того как царь Таксил сдался без боя, под контроль Александра попала Таксила — важный центр буддизма, где философам предоставилась возможность обмениваться идеями в течение 18 месяцев. После такого продолжительного общения с гимнософистами (букв. обнажённые философы) Пиррон вернулся в Грецию, где основал школу пирронизма, став первым скептиком. Греческий биограф и историк философии Диоген Лаэртский писал, что невозмутимость и отчуждённость Пиррона были заимствованы им именно из Индии. Те немногие высказывания, которые дошли до нас, довольно сильно напоминают восточные, возможно буддийские учения:
Ничто в действительности не является ни прекрасным, ни безобразным, ни справедливым, ни несправедливым, так как в себе всё одинаково, и поэтому оно не в большей степени одно, чем другое.
Всё неодинаковое, различное является (произвольными) человеческими установлениями и обычаями.
Другой философ, путешествовавший с Александром — Онесикрит стал киником и, согласно Страбону, тоже часто высказывался в восточном духе:
Ничто из происходящего с человеком нельзя назвать ни хорошим ни плохим, все эти мнения — всего лишь фантазии.
Освободить разум и от горя и от удовольствия — вот лучшая философия (Страбон, XV.I.65)
Эти первые контакты между греческой культурой и индийской религией заложили основу для плодотворного дальнейшего диалога между культурами на века вперёд.

### Империя Маурьев (322—183 гг. до н. э.)
Уже в 322 году до н. э. северо-западные территории Индии были отвоёваны обратно Чандрагуптой, основателем империи Маурьев. Однако он не спешил разрывать отношения со своими греческими соседями в империи Селевкидов. На самом деле, после заключения мирного договора с Селевком, который оказался выгоден обеим сторонам (Селевк получил 500 боевых слонов в обмен на крайне-восточные территории своей империи, слабо ему подчинявшиеся), Чандрагупта сам пригласил несколько греческих учёных, включая Мегасфена, к своему двору.

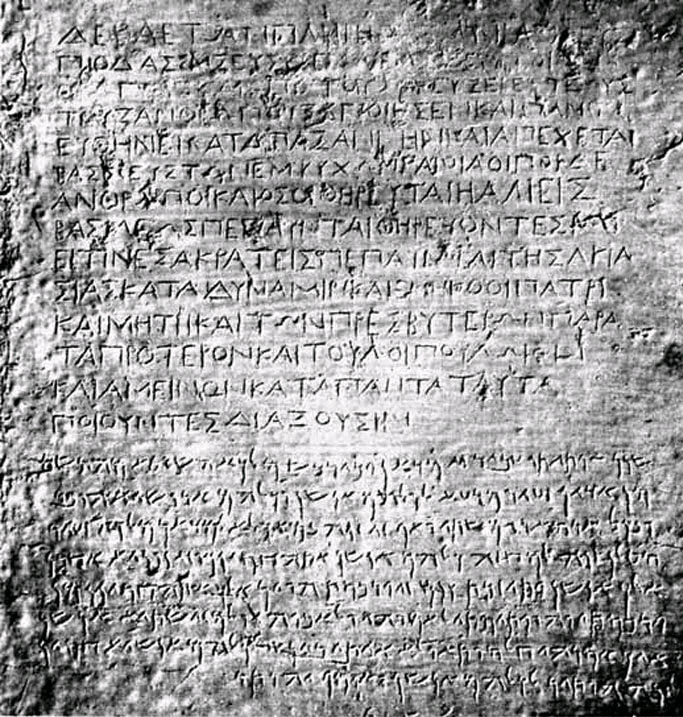
Двуязычный эдикт царя Ашоки (на греческом и арамейском языках), из Кандагара. Кабульский музей

Внук Чандрагупты — император Ашока не только перешёл в буддизм, но и занялся активным его распространением. Он придерживался традиционного палийского канона Тхеравады, был сторонником ахимсы (непричинения вреда другим).
Ашока оставил после себя немало эдиктов, в том числе и выбитых в камне, часть которых была написана на греческом языке. Судя по текстам этих эдиктов, Ашока распространял буддизм не только в пределах Индии, но и в эллинистических государствах Азии, некоторые его эмиссары добирались даже до самой Греции.
... Отныне победу дхармы считает Деванампия наилучшей победой. И она была одержана внутри, на границах, и даже на расстоянии в шестьсот йоджан, где правит греческий царь Антиох, и далее, где правят четыре царя, а именно Птолемей, Антигон, Маг и Александр. ...
Там же он утверждает, что греки, живущие в границах его империи (йона), также добровольно перешли в буддизм. Более того, в палийских источниках неоднократно упоминаются греки, которые сами занимались активным распространением буддизма на службе Ашоки.

### Индо-греческое царство и буддизм (180 г. до н. э. — 10 г н. э.)
В 185 г. до н. э., через 50 лет после смерти царя Ашоки последний царь Маурьев Брихадратха был жестоко убит во время военного парада своим военачальником Пушьямитра Шунга, который объявил себя царём и создал новую династию. Пушьямитра Шунга был правоверным брамином и ярым противником буддизма. Шунга был известен жестокими преследованиями этой религии, он разрушил 84 тысячи буддийских ступ, построенных Ашокой, и давал 100 золотых монет за голову буддийского монаха.
В это время на северо-западных рубежах Индии процветало Греко-бактрийское царство. Греки поддерживали дружеские отношения с империей Маурьев, плодотворно обмениваясь знаниями. Греческие историки и философы вели описания индийского быта и религий. Записи Мегасфена и Деимакоса активно циркулировали в античном мире и цитировались столетиями.
Несмотря на то, что Греко-бактрийское царство оставалось под сильным влиянием эллинистической культуры (это подтверждают многие раскопки, например раскопки города Ай-Ханум), многие греки перешли в буддизм и внесли немалый вклад в его распространение. Поэтому, когда Шунга начал свои религиозные притеснения, Деметрий I Бактрийский, под предлогом помощи Маурьям и защиты греческих буддистов, вторгся в Индию. Возможно он просто воспользовался ситуацией, возникшим в северной Индии политическим вакуумом, однако основанное им Индо-греческое царство в самом деле стало важным убежищем для буддизма.

#### Монеты

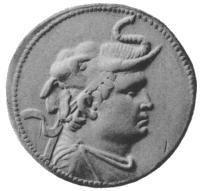
Серебряная монета изображающая царя Деметрия одетого в шлем из черепа слона, как символ завоевания Индии.

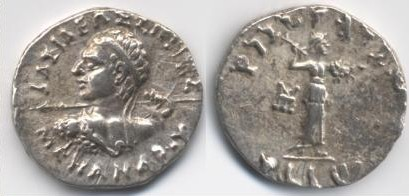
Серебряная драхма царя Менандра I «Спасителя» с надписью на реверсе «Махараджа Менандр Спаситель» на языке кхароштхи

Монеты индо-греческих царей начиная с Менандра, которые находят на всём пространстве от Афганистана до центральной Индии, подписывались не только греческими надписями вида «ΒΑΣΙΛΕΩΣ ΣΩΤΗΡΟΣ ΜΕΝΑΝΔΡΟΥ» (дословно: Царь Менандр Спаситель), но и надписями «Махараджа Дхармы» на языках пракрит (кхароштхи).
Кроме того, на монетах Менандра I и Менандра II нередко встречается буддистский символ Дхармачакра (колесо с восемью спицами), видимо, ассоциировавшийся у греков с венком победы, который вручала богиня Ника. Вообще, согласно сочинению «Вопросы Милинды», Менандр I не только официально перешёл в буддизм, но к концу жизни даже стал буддистским архатом (достигшим нирваны) — об этом упоминает и Плутарх, отмечая, что после смерти Менандра его прах и реликвии были разделены между городами, где их холили и лелеяли.

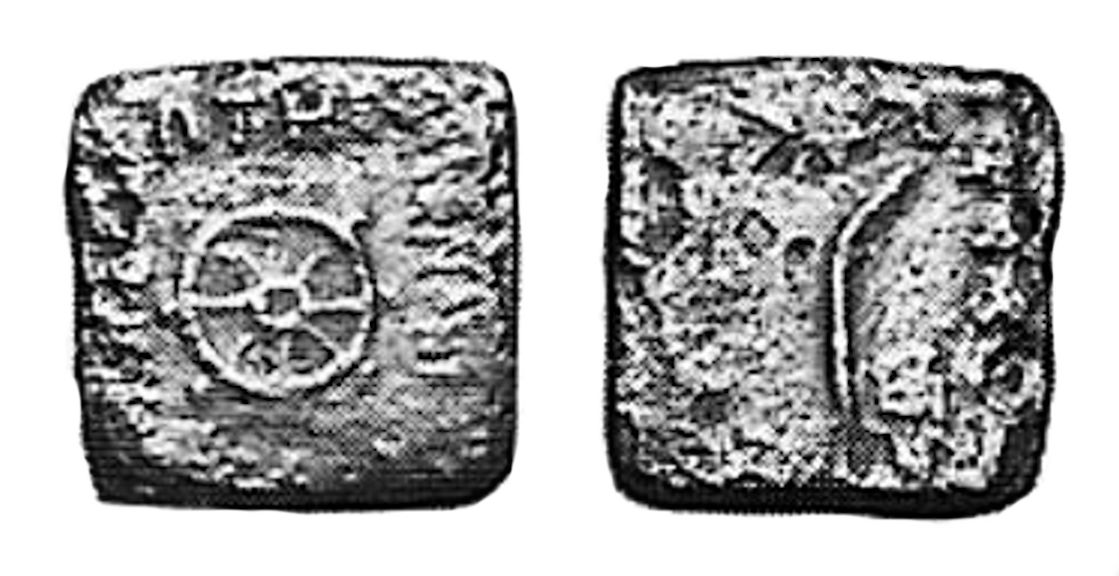
Монета Менандра II с изображением Дхармачакры (колеса с восемью спицами)

Повсеместное использование символического изображения слона на индо-греческих монетах тоже, возможно, имеет под собой религиозную подоплёку. Слон — один из символов Будды Гаутамы. К тому же когда северо-запад Индии был завоёван индо-парфянами, последователями зороастризма, они позаимствовали всю символику с монет индо-греков, кроме буддистских обозначений и слонов, что указывает на другое, не географическое значение слона как символа.

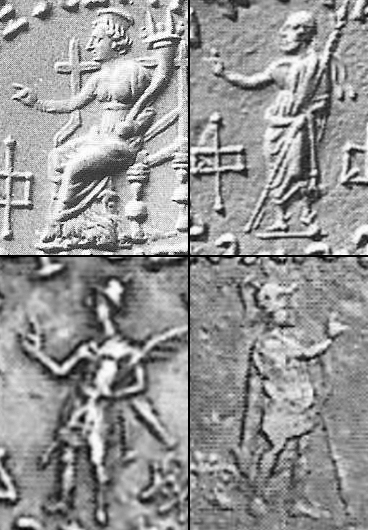
Жест витарка-мудра на индо-греческих монетах: греческие боги Тиха и Зевс вверху, индо-греческие цари Никиас и Менандр II внизу

Последовавшие за Менандром I индо-греческие цари нередко изображали себя и своих божественных покровителей в позе, сильно напоминающей буддистский жест витарка-мудра (указательный и большой пальцы правой руки соединены, остальные выпрямлены), который символизирует передачу учений Будды.

#### Города
Много городов было основано греками-бактрийцами в местности, которая теперь находится на севере Пакистана. Менандр I сделал своей столицей город Сагала, современный Сиялкот в Пенджабе, который стал одним из центров распространения буддистской культуры. В местечке Сиркап, недалеко от Таксилы, были найдены остатки крупного города, основанного Деметрием I Бактрийским и перестроенного Менандром. Характерной особенностью подобных находок является то, что буддистские ступы в них находятся непосредственно рядом с индуистскими и греческими храмами, что указывает на религиозную терпимость и синкретизм в индо-греческом государстве.

#### Письменные источники
Одним из важнейших источников, рассказывающих о взаимопроникновении идей между греческой и буддистской культурами, является труд Вопросы Милинды (Милинда — индийская транскрипция имени Менандр). Вопросы Милинды представляют собой запись беседы в стиле Платона между царём Менандром и буддистским монахом Нагасеной.

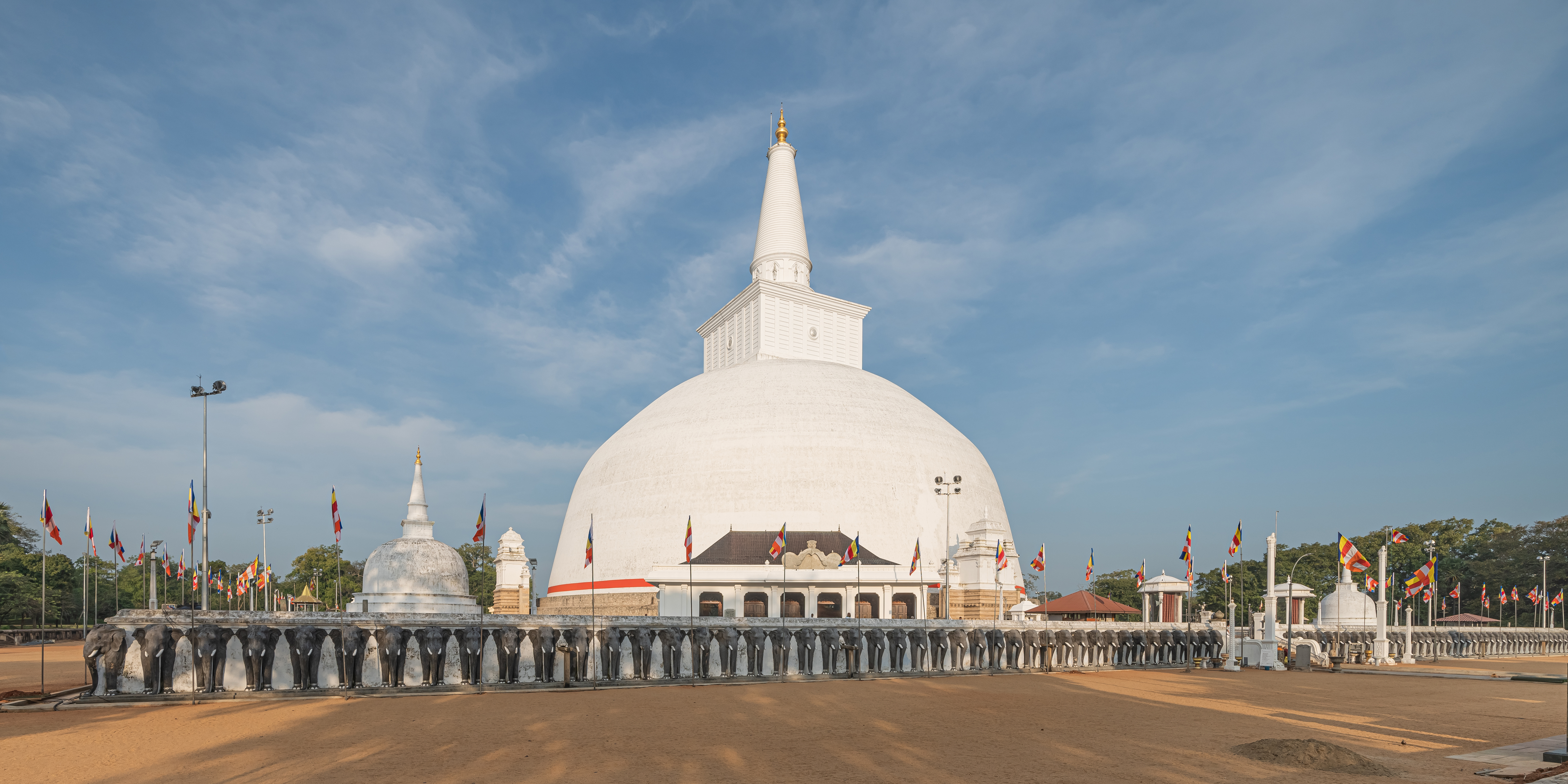
Великая ступа в Анурадхапуре, согласно Махавамсе на её освящение около 130 года до н. э. явились тридцать тысяч греков из Александрии Кавказской

Кроме того, в Махавамсе есть глава о том, что во времена правления Менандра греческий (йона) глава монахов буддистов по имени Махадхармаракшита (можно перевести как Великий учитель дхармы) вместе с тридцатью тысячами буддистов из «греческого города Александрия» (вероятно, имеется в виду Александрия Кавказская) посетил освящение великой ступы в Анурадхапуре. Этот факт рассказывает нам о том, насколько живо процветал буддизм в империи Менандра и сколь важную активную роль в нём играли греки. Сам Менандр рассматривается в буддистской традиции как один из величайших покровителей буддизма наравне с Ашокой и Канишкой.
Существуют записи нескольких буддистских посвящений, сделанных греками в Индии. К примеру на вазе, найденной в ступе и датируемой приблизительно I веком до н. э., есть надпись на кхаротшхи, рассказывающая о том, как греческий меридарх (гражданский управляющий провинцией) Феодор сохранил реликвии Будды.
Theudorena meridarkhena pratithavida ime sarira sakamunisa bhagavato bahu-jana-stitiye
 Меридарх Феодор возложил здесь мощи Господа Шакьямуни на благо всех людей
Буддистские манускрипты, написанные на греческом языке не раньше II века н. э., были найдены в Афганистане. В них упоминаются различные воплощения Будды, включая Авалокитешвару (λωγοασφαροραζοβοδδο)
Это может говорить о том, что элементы Махаяны зародились в северо-западной Индии, регионе, где процветал греко-буддизм, возможно уже в I веке до н. э. и немалое влияние на неё могла оказать греческая философия. «Возможно, на север и восток, по Шёлковому пути, отправилась именно та форма буддизма, на которую влияли и которую распространяли греки».

## Греко-буддистское искусство
Найдено уже немалое количество образцов греко-буддистского искусства, особенно много подобных находок в районе Гандхары, что делает эту область одним из важнейших культурных центров античного мира. Основной особенностью греко-буддистского искусства является то, что различные буддистские темы, сказания и притчи обыгрывались в эллинистическом стиле, использовались традиционные греческие образы, методы и мотивы. Важными вехами греко-буддистского искусства являются изображение Будды как человека и привнесение греческих богов и героев в буддизм.

### Антропоморфное изображение Будды

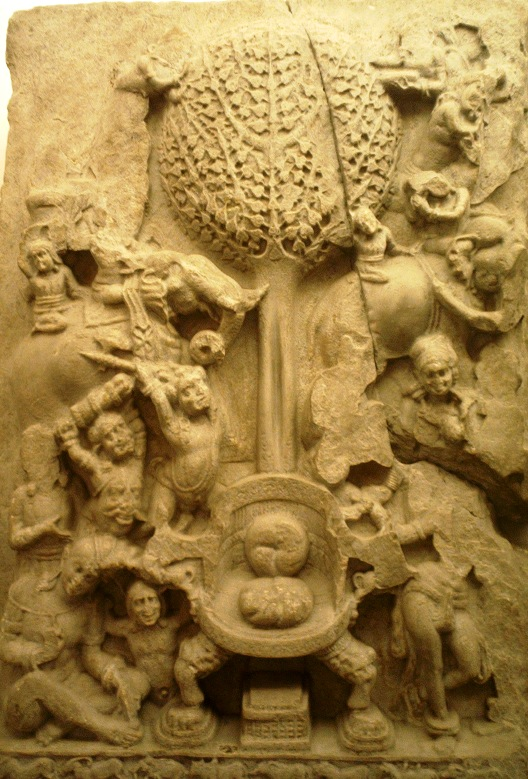
Символическое изображение Будды в виде трона. «Мара, искушающий Будду», II век н. э. Амаравати, Индия

Первые известные антропоморфные изображения Будды появились в результате греко-буддистского взаимовлияния. До этого буддистское искусство оставалось аниконичным (Будда изображался только через символы: пустой трон, дерево просветления, след Будды, колесо дхармы и пр.)
Нежелание изображать Будду в виде человека, и замена его на различные замысловатые символы даже в тех сценах, где свободно изображались другие участники, вызвано, видимо, высказыванием Будды в Дигха-никая, которое предлагало воздержаться от его изображения после смерти телесной оболочки. Греки же, имевшие уже многовековую историю антропоморфного изображения богов, видимо, не считали себя связанными подобными ограничениями. «Из-за своего культа формы, греки были первыми, решившими сделать подробное скульптурное изображение Будды».
Более того, во многих частях древнего мира взаимодействие греческой мифологии и местной мифологии рождало синкретических божеств, которые позволяли создать общие грани между различными этносами и в целом содействовали их сближению. Ярким примером такого синкретизма являлся бог Сарапис в эллинистическом Египте, в котором Птолемей объединил черты традиционных египетских и греческих богов. Подобные процессы происходили и в Индии, греки естественным образом пытались совместить черты своих родных богов (в первую очередь, вероятно, Аполлона), возможно, даже непосредственные черты обожествлённого основателя Индо-греческого царства Деметрия I, с традиционными атрибутами Будды.

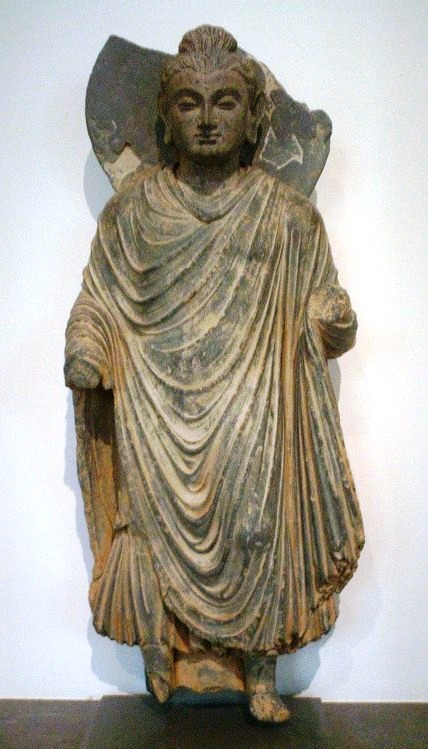
Стоящий Будда Гаутама. Гандхара, северный Пакистан. I век н. э.

Многие стилистические элементы в изображениях Будды указывают на греческое влияние: греческий гиматий, покрывающий оба плеча, характерная поза контрапоста (поза в скульптуре, когда вес фигуры перенесён на одну ногу, а плечи и грудь повёрнуты относительно нижней части, создаёт видимость динамики либо, наоборот, расслабленности, см., например «Давида» Микеланджело), кудрявая причёска, стилизованная под средиземноморские, с пучком волос (ушниша), напоминающим многие изображения Аполлона, тщательная, выверенная работа над чертами лица, не характерная для Азии, но свойственная греческому реализму.
Греческое влияние на изображение Будды, идеалистический реализм, присущий греческому искусству в целом, сделал более доступным и привлекательным визуализацию состояния просветления описанного в буддизме, таким образом, позволяя ему быстрее распространяться и привлекать большую аудиторию.
Одной из отличительных черт гандхарской школы искусства, появившейся на северо-западе Индии, стало то, что она явно взяла многое из искусства классической Греции. Таким образом, с одной стороны, эти изображения всецело передают ощущение внутреннего мира, который достигается следованием пути Будды, с другой стороны ,они оставляют ощущение людей, которые ходили, говорили, спали так же, как и мы. На мой взгляд, это очень важно. Эти фигуры вдохновляют не только потому, что описывают общую цель, но и потому что передают чувство, что простые люди, как и мы, могут достигнуть её, если постараются.Далай-лама XIV
На долгие столетия греко-буддистское антропоморфное представление Будды заложило канон в буддистском искусстве, однако со временем оно вбирало в себя всё больше и больше индийских и азиатских элементов.

### Греческие боги в буддизме

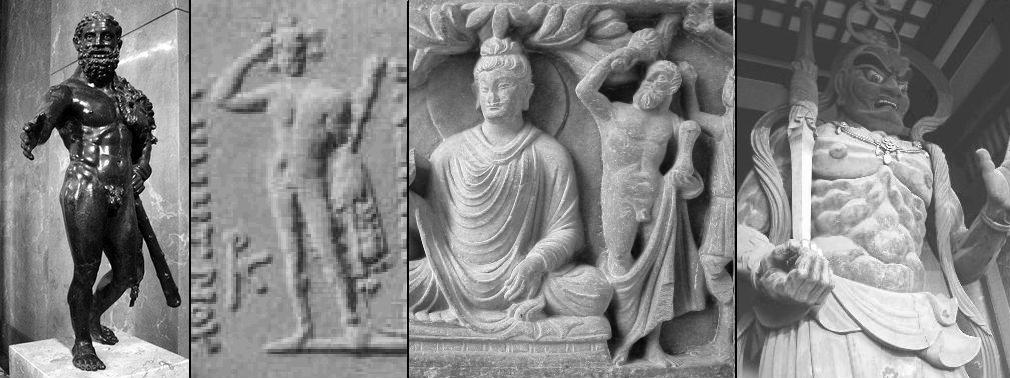
Эволюция Геракла в греко-буддизме:
1) Классический Геракл
2) Геракл с монеты Деметрия I
3) Ваджрапани, защитник Будды.
4) Сюконгосин, воплощение Ваджрапани в Японии.

Влияние греческих богов и героев распространилось не только на Будду. К примеру Геракл в львиной шкуре (бог-защитник Деметрия I) послужил моделью для Ваджрапани, защитника Будды. В Японии Ваджрапани дальше эволюционировал в гневного, мускулистого Сюконгосина, бога-защитника Будды, статуи которого стоят перед входом в японские храмы.
Кацуми Танабэ, профессор японского университета Тюо, предположил, что кроме Ваджрапани греческому влиянию подверглись и другие боги из пантеона махаяны: японский бог ветра Фудзин, основой для которого был греческий Борей, богиня-мать Кисимодзин, имеющая очень много общих черт с Тихой.
Кроме того в греко-буддистском искусстве периода Кушанского царства использовались такие европейские элементы как херувимы с венками, орнаменты из виноградной лозы, кентавры и тритоны.

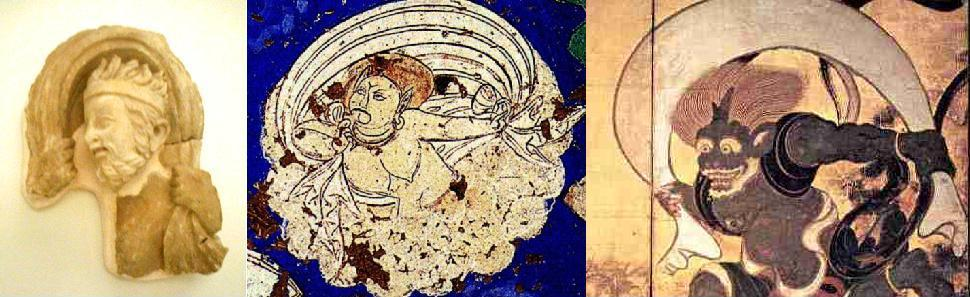
Эволюция бога ветра в греко-буддизме:
1) Греческий Борей, Гандхара
2) Бог ветра Вардо, пещеры Кизила, Таримская впадина
3) Бог ветра Фудзин, Япония, XVII век.

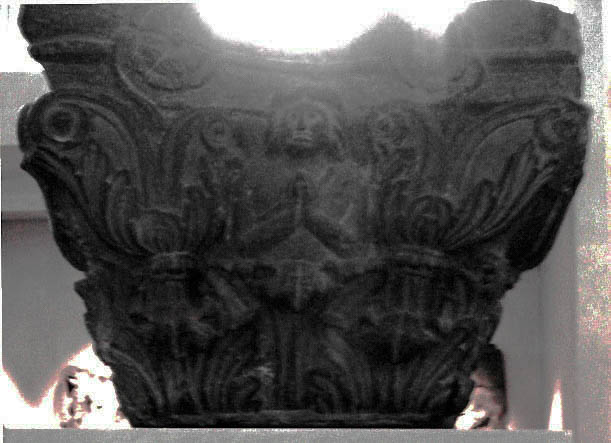
Коринфский ордер с изображением Будды
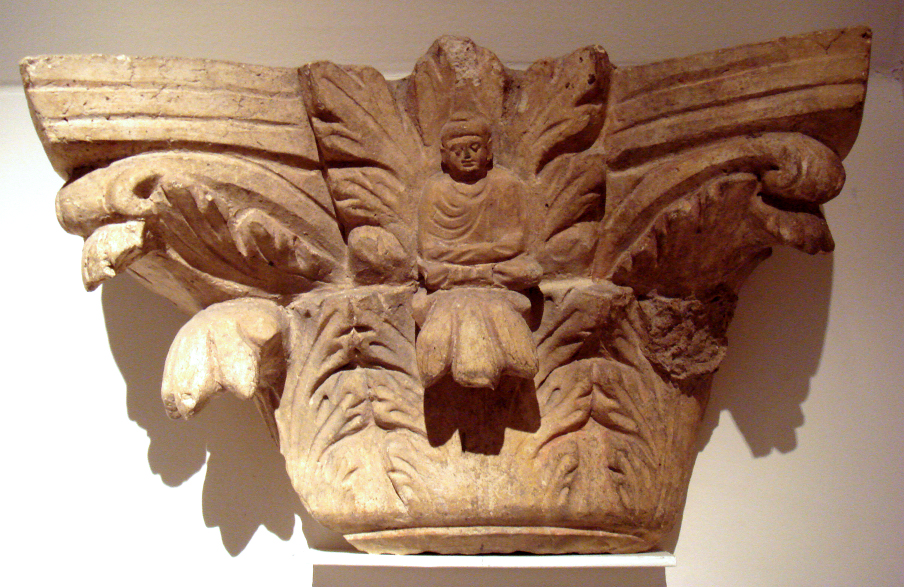
Коринфский ордер с изображением Будды
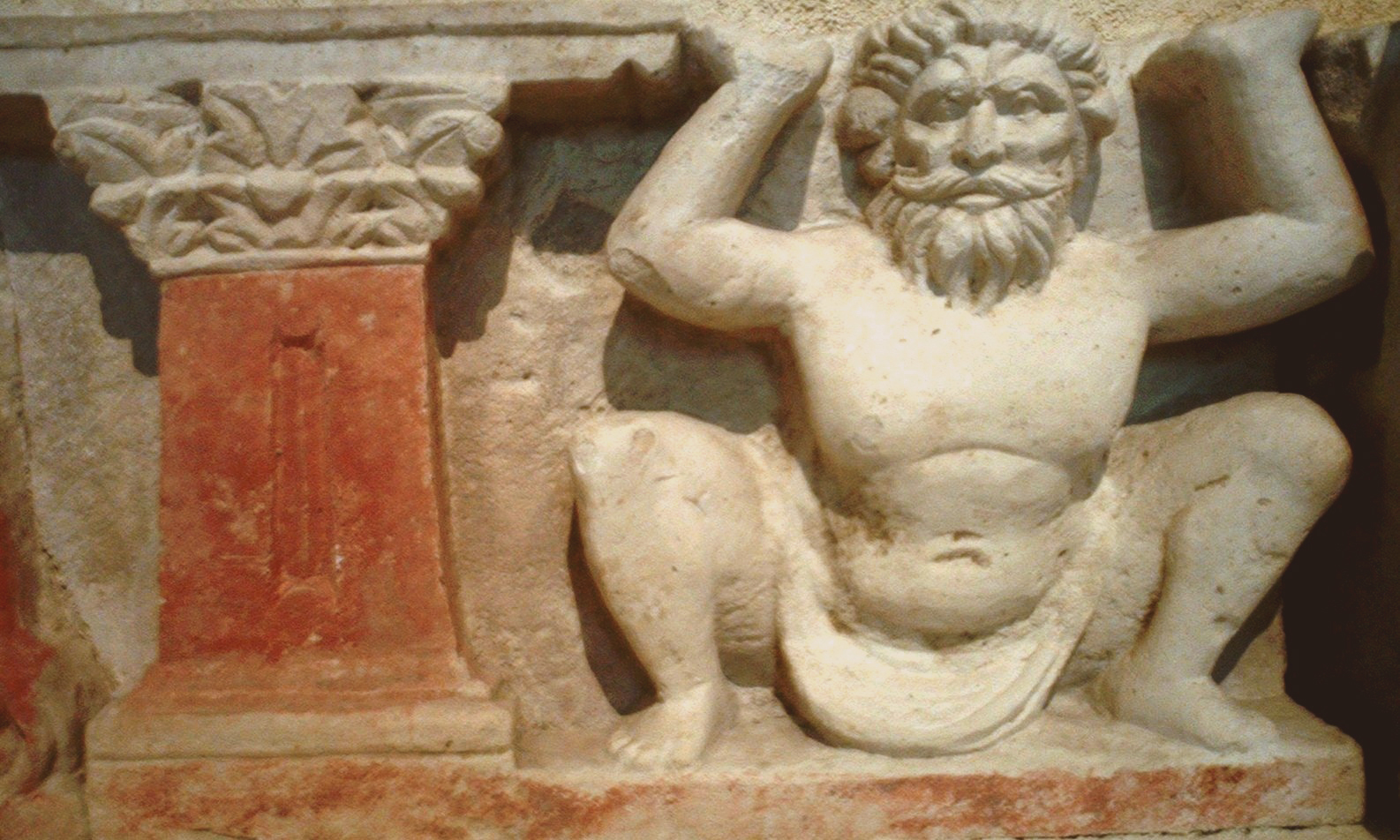
Атлант, поддерживающий буддистский монумент
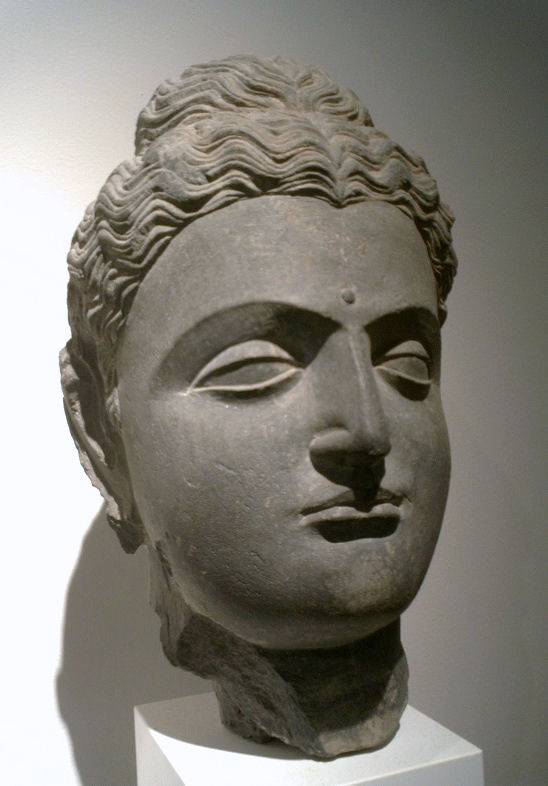
Голова Будды со «средиземноморской» причёской
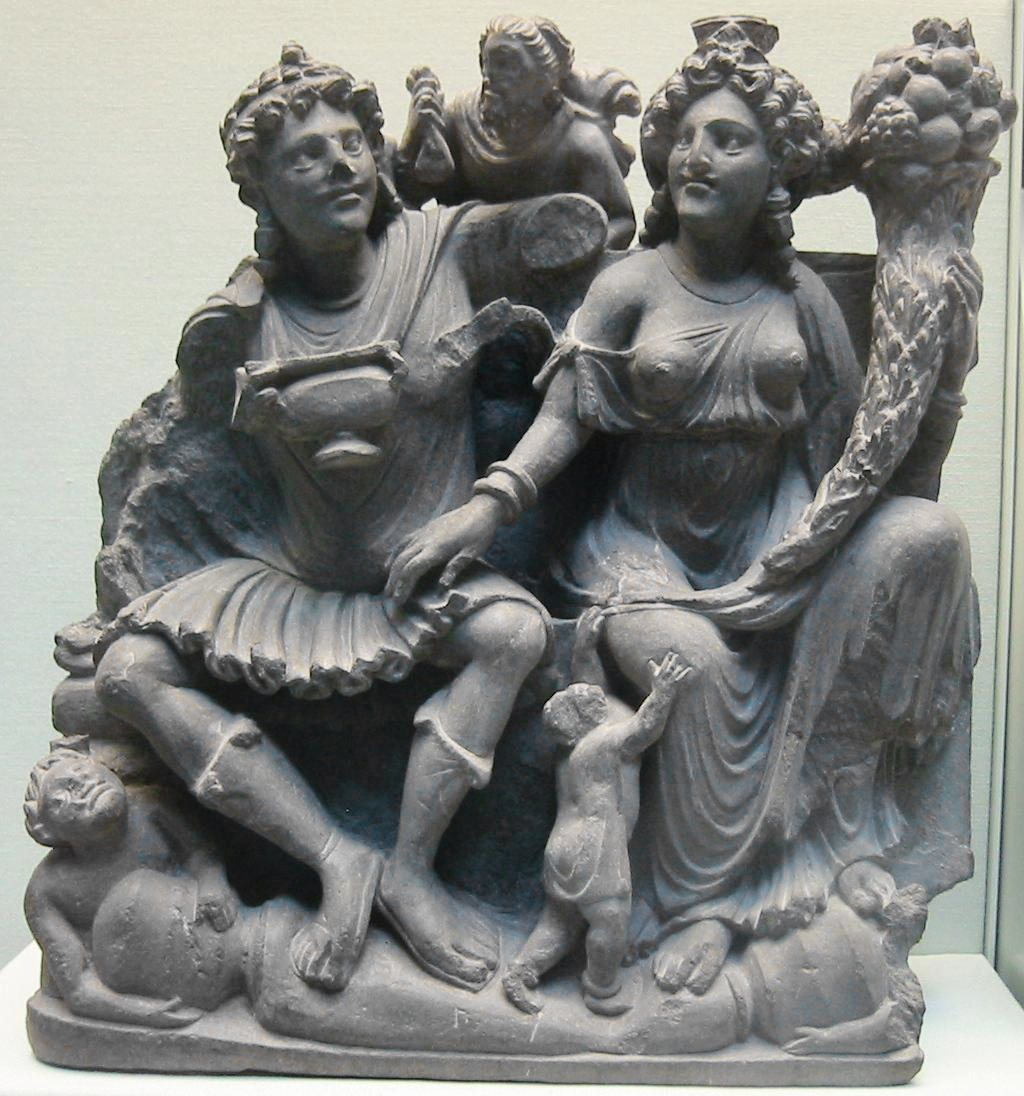
Харити (справа), держащая рог изобилия
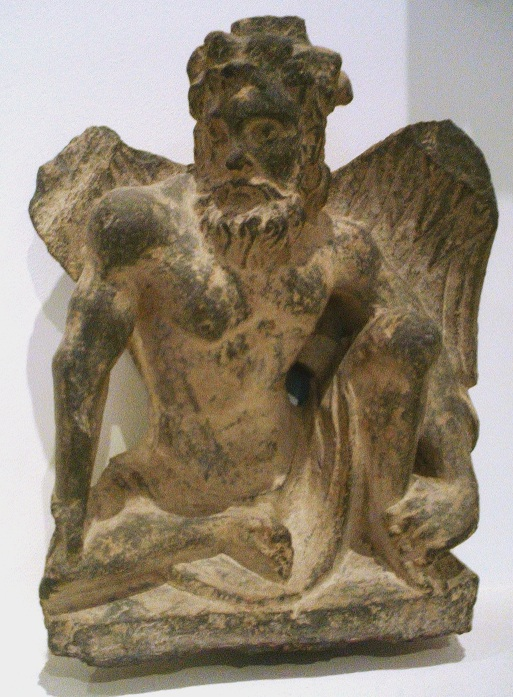
Крылатый атлант с характерной бородой
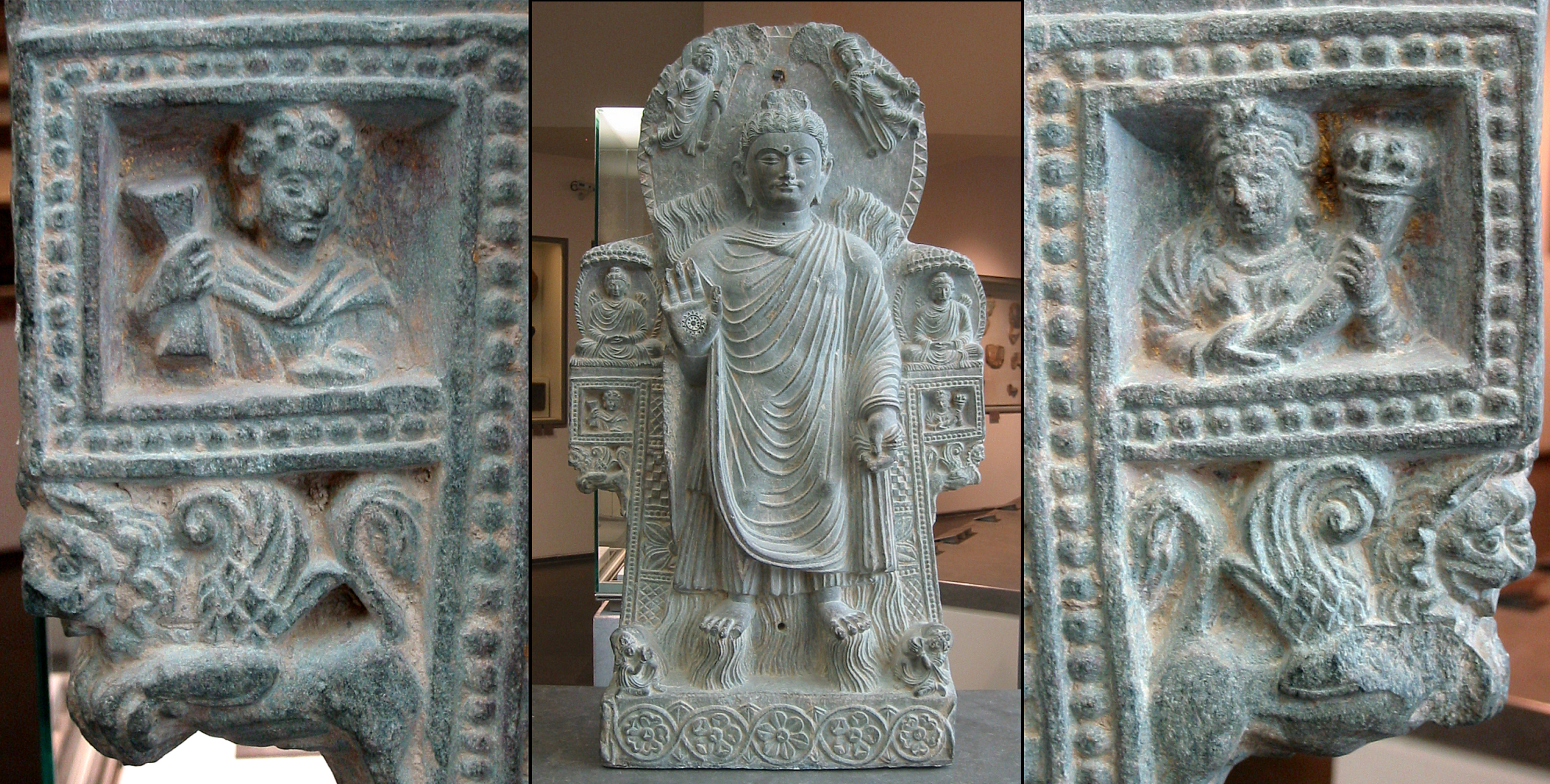
Будда с Гераклом и Тихой
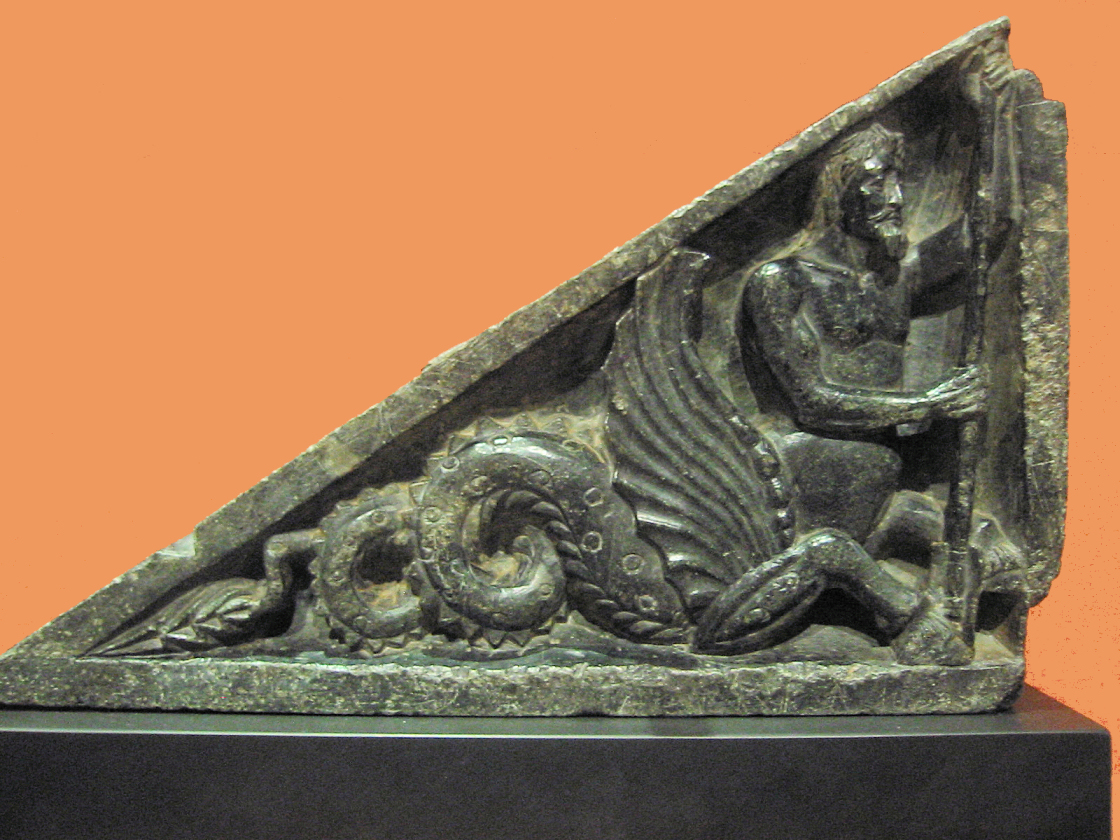
Ихтио-кентавр